# RTP Unia Racibórz

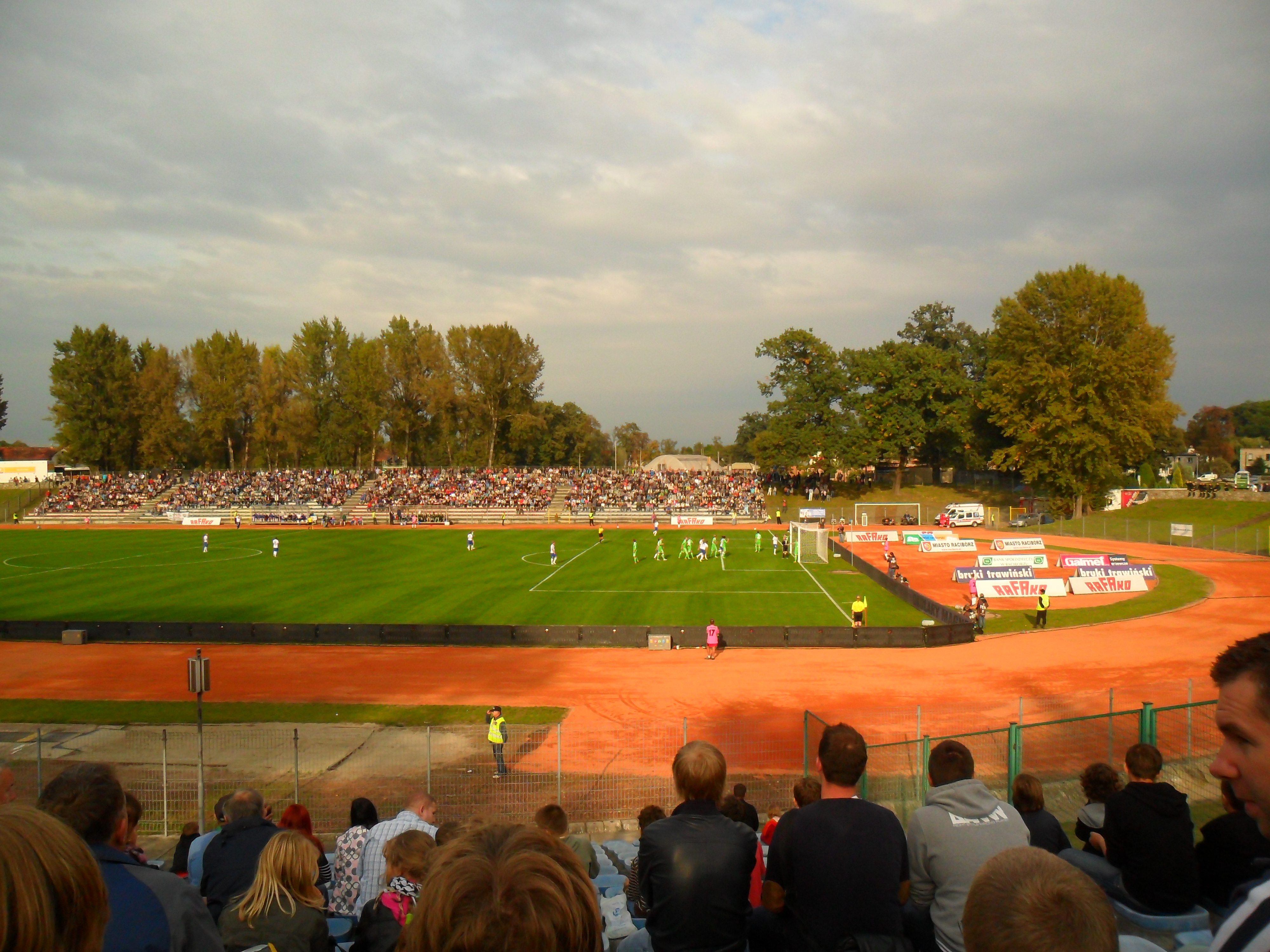
RTP Unia Racibórz in actie (2012)

RTP Unia Racibórz is een voetbalclub uit de stad Racibórz in Polen. De clubkleuren zijn wit-blauw.

## Geschiedenis
De club werd in 1946 opgericht als KS Plania Racibórz. Daarna kreeg het de volgende namen:
1949 - ZKS Chemik Racibórz
1949 - ZKS Unia Racibórz
1957 - KS Unia Racibórz
1997 - RTP Unia Racibórz
2008 - KP Unia Raciborz

## Mannen
In de seizoenen 1963/64 en 1964/65 speelde de club in de 1.Liga, indertijd de hoogste divisie in Polen. De beste prestatie van de club is het behalen van de halve finale van de Poolse beker in het seizoen 1956/57.
| Hoogste divisie |        |    |            |     |       |
| Seizoen         | Plaats | AW | W - G - V  | Pnt | v-t   |
| 1963/64         | 8e     | 26 | 8 - 8 - 10 | 24  | 45-51 |
| 1964/64         | 14e    | 26 | 6 - 2 - 18 | 14  | 32-75 |

Jeugd
Het jeugdteam van Unia werd in 1954 en 1956 kampioen van Polen.

## Vrouwen
Het vrouwenelftal van Unia speelde in het seizoen 2007/08 voor het eerst in de Ekstraklasa voor vrouwen, ze eindigden op de derde plaats. In 2009 behaalden ze de landstitel en kwalificeerden zich daarmee tevens voor de eerste editie van de UEFA Women's Champions League.

### In Europa
| Seizoen | Competitie                    | Ronde | Land                 | Club                  | Uitslagen |
| ------- | ----------------------------- | ----- | -------------------- | --------------------- | --------- |
| 2009/10 | UEFA Women's Champions League | 1e    | Vlag van Oostenrijk  | SV Neulengbach        | 1-3, 1-0  |
| 2010/11 | UEFA Women's Champions League | 1e    | Vlag van Denemarken  | Brøndby IF            | 1-2, 1-0  |
| 2011/12 | UEFA Women's Champions League | Q     | Vlag van Slowakije   | Slovan Bratislava     | 0-1       |
| 2011/12 | toernooi in Finland           | Q     | Vlag van Albanië     | KS Ada Velipojë       | 8-0       |
| 2011/12 |                               | Q     | Vlag van Finland     | PK-35 Vantaa          | 1-1       |
| 2012/13 | UEFA Women's Champions League | Q     | Vlag van Slowakije   | Slovan Bratislava     | 5-0       |
| 2012/13 | toernooi in Slowakije         | Q     | Vlag van Montenegro  | ZFK Ekonomist         | 7-1       |
| 2012/13 |                               | Q     | Vlag van Wit-Rusland | Bobruichanka Bobruisk | 5-0       |
| 2012/13 |                               | 1e    | Vlag van Duitsland   | VfL Wolfsburg         | 1-5, 1-6  |